# Boys, Boys, Boys
| Recensione | Giudizio |
| ---------- | -------- |
| AllMusic   |          |

Boys, Boys, Boys è il terzo album della cantante pop statunitense Lesley Gore, pubblicato dalla Mercury Records nel maggio del 1964 .

## Tracce

### LP (1964, Mercury Records, MG 20901/SR 60901)
Lato A
1. That's the Way Boys Are – 2:13 (testo: Ben Raleigh – musica: Mark Barkan) – Registrato il 4 marzo 1964 al A&R Recording Studio di New York
2. Boys – 2:19 (Paul Anka) – Registrato il 4 marzo 1964 al A&R Recording Studio di New York
3. It's Gotta Be You – 1:57 (testo: Mark Barkan – musica: Claus Ogerman) – Registrato il 28 marzo 1964 al A&R Recording Studio di New York
4. Something Wonderful – 2:43 (testo: Oscar Hammerstein II – musica: Richard Rodgers) – Registrato il 30 marzo 1963 al Bell Sound Studios di New York
5. You Name It – 2:20 (testo: Edna Lewis – musica: Norman Blagman) – Registrato il 21 settembre 1963 al A&R Recording Studio di New York
6. Danny – 2:06 (Paul Anka) – Registrato il 30 marzo 1963 al Bell Sound Studios di New York

Durata totale: 13:38
Lato B
1. I Don't Wanna Be a Loser – 2:36 (testo: Ben Raleigh – musica: Mark Barkan) – Registrato il 28 marzo 1964 al A&R Recording Studio di New York
2. That's the Way the Ball Bounces – 2:22 (Marvin Hamlisch, Howard Liebling) – Registrato il 21 settembre 1963 al A&R Recording Studio di New York
3. Leave Me Alone – 1:46 (Lesley Gore) – Registrato il 28 marzo 1964 al A&R Recording Studio di New York
4. Don't Call Me – 2:37 (John Madara, David White) – Registrato il 28 marzo 1964 al A&R Recording Studio di New York
5. I'll Make It Up to You – 2:25 (testo: Edna Lewis – musica: Gloria Shayne) – Registrato il 10 luglio 1963 al A&R Recording Studio di New York
6. I'm Coolin', No Foolin' – 2:50 (Lesley Gore, Sydney Shaw) – Registrato il 4 marzo 1964 al A&R Recording Studio di New York

Durata totale: 14:36

## Musicisti
- Lesley Gore – voce, note retrocopertina album originale
- Claus Ogerman – direttore d'orchestra, arrangiamento
- Componenti orchestra non accreditati

### Produzione
- Quincy Jones – produzione[5]

## Classifica
Album
| Anno | Classifica    | Posizione raggiunta |
| ---- | ------------- | ------------------- |
| Data | Billboard 200 | 127                 |

Singoli
| Anno | Titolo del brano         | Classifica         | Posizione raggiunta |
| ---- | ------------------------ | ------------------ | ------------------- |
| 1964 | That's the Way Boys Are  | Hot 100            | 12                  |
| 1964 | I Don't Wanna Be a Loser | Hot 100            | 37                  |
| 1964 | I Don't Wanna Be a Loser | Adult Contemporary | 12                  |